# Campionati del mondo di ciclocross 1968
I Campionati del mondo di ciclocross 1968 si svolsero a Lussemburgo, in Lussemburgo, il 25 febbraio.

## Medagliere
| Pos.   | Nazione     | Oro | Argento | Bronzo | Totale |
| ------ | ----------- | --- | ------- | ------ | ------ |
| 1      | Belgio      | 2   | 0       | 0      | 2      |
| 2      | Svizzera    | 0   | 2       | 0      | 2      |
| 3      | Francia     | 0   | 0       | 1      | 1      |
| 3      | Paesi Bassi | 0   | 0       | 1      | 1      |
| Totale | Totale      | 2   | 2       | 2      | 6      |

## Sommario degli eventi
| Eventi                  | Oro                       | Tempo    | Argento                     | Tempo   | Bronzo                         | Tempo |
| Uomini                  |                           |          |                             |         |                                |       |
| Professionisti dettagli | Eric De Vlaeminck Belgio  | 1:12'18" | Hermann Gretener Svizzera   | a 2'59" | Michel Pelchat Francia         | s.t.  |
| Dilettanti dettagli     | Roger De Vlaeminck Belgio | 58'45"   | Peter Frischknecht Svizzera | a 2"    | Cock van der Hulst Paesi Bassi | a 10" |